# Terence Young
Terence Young   (Shanghai, 20 de juny de 1915 - Canes, 7 de setembre de 1994) de nom complet Stewart Terence Herbert Young va ser un director de cinema i guionista irlandès que va treballar al Regne Unit, Europa i Hollywood.

## Biografia
A vint-i-un anys Terence Young entra al món del cinema com a guionista als estudis d'Elstree. El seu primer guió és la pel·lícula On the Night of the Fire (1940), dirigida per Ralph Richardson, obté llavors la seva primera experiència com a director artístic durant la Segona Guerra Mundial. La seva carrera pròpiament dita com a director va començar el 1950 escrivint ell mateix el guió de Paracaigudistes (1953), amb Alan Ladd lloant la glòria dels Estats Units i de la Gran Bretanya vencedors a la guerra.
Young va dirigir tres de les quatre primeres pel·lícules d'aventures de James Bond, 007:Agent 007 contra el Dr. No (1962), Des de Rússia amb amor (1963) i Operació Tro (1965).

## Filmografia
- 1946: Men of Arnhem
- 1948: Corridor of Mirrors
- 1948: One Night with You
- 1949: Woman Hater
- 1950: They Were Not Divided
- 1951: Valley of Eagles
- 1952: The Tall Headlines
- 1953: Paracaigudistes (The Red Beret)
- 1955: That Lady
- 1955: Tempesta sobre el Nil (Storm Over the Nile)
- 1956: Safari
- 1956: Zarak
- 1957: Action of the Tiger
- 1958: No time to die
- 1959: Serious Charge
- 1960: Too Hot to Handle
- 1961: L'espasa del vencedor (Orazi e curiazi)
- 1962: Agent 007 contra el Dr. No (Dr. No)
- 1963: Des de Rússia amb amor (From Russia with Love)
- 1965: The Amorous Adventures of Moll Flanders
- 1965: The Dirty Game
- 1965: Operació Tro (Thunderball)
- 1966: The Poppies Are Also Flowers
- 1967: L'aventurer (L'Avventuriero)
- 1967: Triple joc (Triple Cross)
- 1967: Sola en la foscor (Wait Until Dark)
- 1968: Mayerling
- 1969: L'arbre de Nadal (L'Arbre de Noël)
- 1970: De part dels amics (Cold Sweat)
- 1972: Els secrets de la cosa nostra (The Valachi Papers)
- 1974: Le Guerriere dal seno nudo
- 1974: Els homes del clan (The Klansman)
- 1977: Woo fook
- 1979: Bloodline
- 1980: Ayyam al-tawila, al-
- 1981: Inchon
- 1983: The Jigsaw Man
- 1988: Run for Your Life